# Parlamento del Ghana
Il Parlamento del Ghana è un parlamento unicamerale composto da 276 deputati. Rappresenta il popolo Ghanese ed esercita la potestà legislativa.